# Catocala kastshenkoi
Catocala kastshenkoi là một loài bướm đêm trong họ Erebidae.